# Orgel der Dorpskerk Nieuw Scheemda

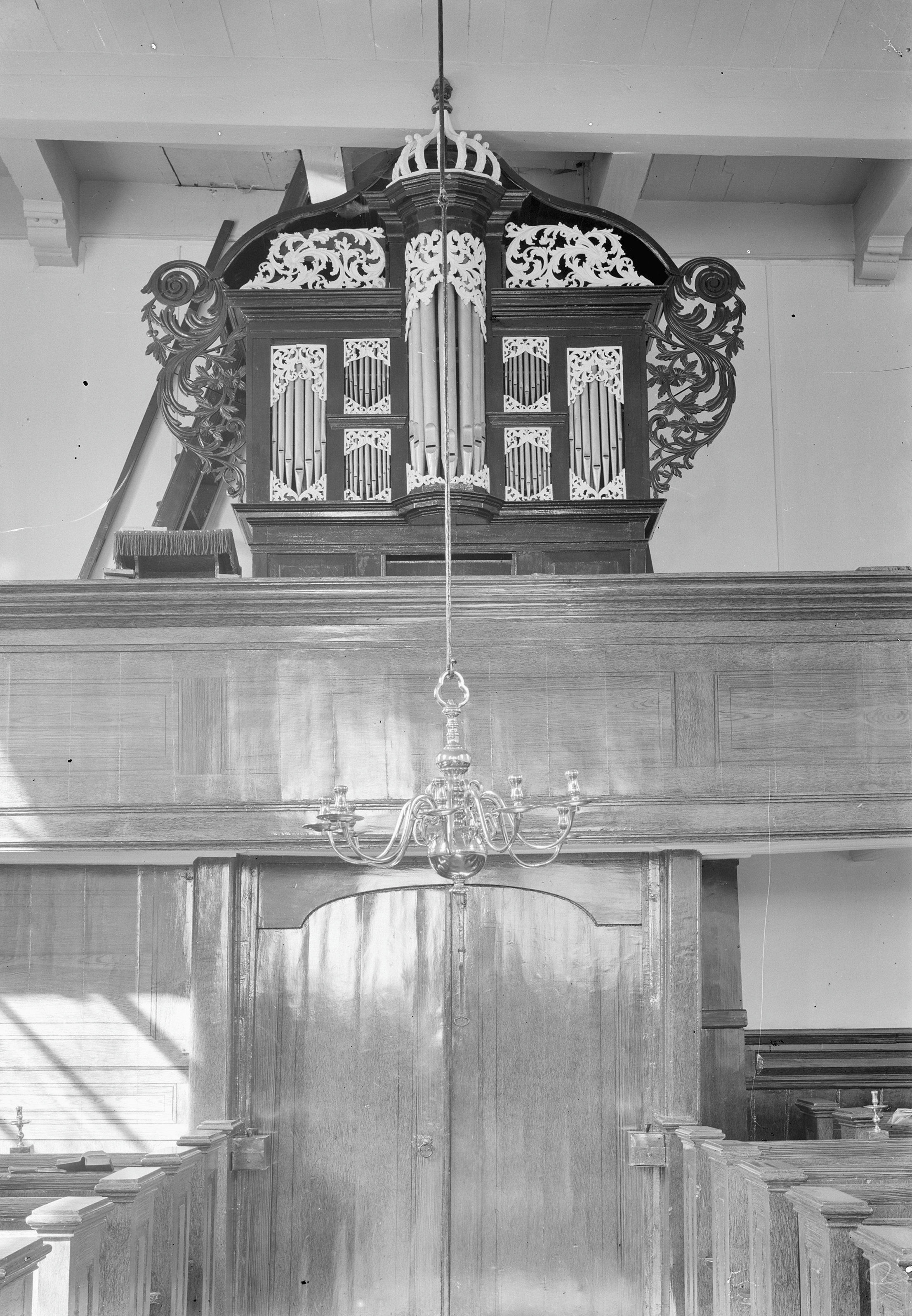
Orgel im Jahr 1935

Die Orgel der Dorpskerk Nieuw Scheemda in der Gemeinde Oldambt in der niederländischen Provinz Groningen ist ein Positiv des Orgelbauers Arp Schnitger aus dem Jahr 1695. Das vorderspielige Instrument auf Vier-Fuß-Basis verfügt über acht Register auf einem Manual und hat ein angehängtes Pedal. Neben der Orgel der Bergstedter Kirche ist das Werk in Nieuw Scheemda das einzige erhaltene Positiv Schnitgers. Nach der Rekonstruktion im Jahr 1968 spielte das Instrument auf der Groninger Schnitger-Tagung im August 1969 eine große Rolle.

## Baugeschichte

### Neubau durch Schnitger 1698/1699
Nach eigenen Angaben lieferte Schnitger für die Kirche eine kleine Orgel mit sieben Registern ohne Pedal. Über den Bau und die weitere Geschichte ist wenig überliefert. Schnitger baute ein Gehäuse für zehn Register, das auch für eine zweimanualige Orgel mit Doppellade ausgereicht hätte.
Der Prospektaufbau ist fünfteilig gegliedert. Der überhöhte, polygonale Mittelturm wird von zwei doppelgeschossigen Flachfeldern umgeben, die durch eine Kämpferleiste geteilt werden und deren Pfeifen heute stumm sind. Statt spitzer Seitentürme baute Schnitger aus praktischen Gründen außen zwei große Flachfelder. Alle Pfeifenfelder schließen unten und oben mit weiß gefasstem Schleierwerk ab. Das Schnitzwerk neben dem Mittelturm und die Seitenflügel zeigen durchbrochene Akanthusranken. Der Mittelturm wird von einer Bekrönung mit einem vergoldeten Knauf abgeschlossen. Die weißen Seitenflügel enden in vergoldeten, musizierenden Putti mit Blasinstrumenten.

### Spätere Arbeiten
Bis 1719 hatte Schnitgers Meistergeselle Johan Radeker die Orgel in Pflege. Der Hobbyorgelbauer Roelf Const arbeitete 1784 an dem Instrument und wartete es. Nach der Vergrößerung der Orgelempore im Jahr 1809 änderte Nicolaas Anthonie Lohman, Sohn von Dirk Lohman, im Jahr 1810 die Disposition. Er erneuerte die Prospektpfeifen und tauschte drei Register aus. 1817/1818 wurden geschnitzte Seitenflügel angebracht. W. K. Beukema ersetzte um 1920 den Keilbalg durch einen Magazinbalg mit Schöpfbalg.

### Restaurierungen
Unter Beratung von Klaas Bolt und Cornelius H. Edskes rekonstruierte die Firma Metzler Orgelbau unter Leitung von Bernhardt Edskes den ursprünglichen Zustand. Nur die Prospektpfeifen von 1810 wurden beibehalten. Die Windlade, Klaviatur und Traktur wurden restauriert und die ursprüngliche Disposition wiederhergestellt. Die Blindflügel von 1817/1818 wurden durch geschnitzte Flügel (17. oder 18. Jh.) ersetzt, die von der ehemaligen Orgel der säkularisierten Kirche in Eppenhuizen (Gemeinde Eemsmond, Prov. Groningen) stammten, die selbst möglicherweise ein Werk der Schnitgerschen Werkstatt gewesen sein könnte.
Der Schnitgersche Pfeifenbestand, der teils auf der Windlade umgestellt worden war, gelangte wieder an seinen ursprünglichen Aufstellungsort. Bei den ersetzten Registern dienten Schnitger-Mensuren als Vorlage für eine Rekonstruktion, teils unter Einbeziehung des Materials von Lohman. Die Labien der Prospektpfeifen im Mittelturm wurden korrigiert und deren Kerne ersetzt. Die Trompete 8′ wurde nach der Orgel der Dorpskerk Eenum rekonstruiert.
Edskes führte 1988 weitere Maßnahmen durch. Er verlegte den Keilbalg quer hinter die Orgel, erneuerte einen Windkanal und erniedrigte den Winddruck etwas. Weiterhin intonierte er das Pfeifenwerk nach und modifizierte die Stimmung. Die Seitenflügel mit den Engeln stammen aus der abgebrochenen Lohman-Orgel in Eppenhuizen und wurden 1990 angebracht.

## Disposition seit 1968 (= 1695)
| I Manual CDEFGA–c3 |    |       |
| Praestant          | 4′ | S/L/E |
| Holpijp            | 8′ | S     |
| Quintadena D       | 8′ | L/E   |
| Fluit              | 4′ | S/E   |
| Quint              | 3′ | S/E   |
| Octaav             | 2′ | S     |
| Mixtuer III        |    | E     |
| Trompet            | 8′ | E     |

| Pedal CDEFGA–d1 |  |   |
| angehängt       |  | S |

- Tremulant (S), Windlosser

Anmerkungen
S = Schnitger (1695)
L = Lohman (1810)
E = Edskes (Metzler) (1968/1988)

## Technische Daten
- 8 Register, 10 Pfeifenreihen.
- Windversorgung:

  - 1 Keilbalg (Edskes)
  - Winddruck: 64 mmWS
- Windladen (Schnitger)
- Traktur:
  - Klaviaturen (Schnitger)
  - Tontraktur: Mechanisch
  - Registertraktur: Mechanisch
- Stimmung:
  - modifiziert mitteltönige Stimmung
  - Tonhöhe: ein Halbton über normal (a1 = ca. 466 Hz)